# Morrilton, Arkansas
Morrilton là một thành phố thuộc quận Conway, tiểu bang Arkansas, Hoa Kỳ. Năm 2010, dân số của thành phố này là 6767 người.

## Dân số
- Dân số năm 2000: 6550 người.
- Dân số năm 2010: 6767 người.